# Dasyhelea peculiopa
Dasyhelea peculiopa är en tvåvingeart som beskrevs av Navai 1994. Dasyhelea peculiopa ingår i släktet Dasyhelea och familjen svidknott.
Artens utbredningsområde är Afghanistan. Inga underarter finns listade i Catalogue of Life.